# Guamo (kommun)
Guamo är en kommun i Colombia.   Den ligger i departementet Tolima, i den centrala delen av landet, 110 km sydväst om huvudstaden Bogotá. Antalet invånare är 34 781. Arean är 561 kvadratkilometer.
Terrängen i Guamo är kuperad åt nordost, men åt sydväst är den platt.